# Shellak
 Der er for få eller ingen kildehenvisninger i denne artikel, hvilket er et problem. Du kan hjælpe ved at angive troværdige kilder til de påstande, som fremføres i artiklen.

Shellak er en lak i form af ravgule flager, som fremstilles af en harpiks udvundet af træer ved hjælp af en luseart. Shellak anvendes til mange formål i industrien samt i forskellige håndværk.

## Oprindelse
Det er en udbredt opfattelse at shellak udvindes af dækvinger, "skjoldene" (eller eskrementer) af lus. Imidlertid er det en industrielt forarbejdet harpiks med animalsk stof. Råstoffet kommer fra saften fra forskellige ostindiske, mælkesaftførende træer i Assam og Thailand, når de er værter for skjoldlus (Kerria lacca)
I begyndelsen af den varme årstid sætter hunnerne sig i stort tal på de saftigste grene af træerne. De stikker i barken og dækkes efterhånden af harpiks. Hunnerne er på dette tidspunkt med æg, 20-30 stk, som ligger i en blære fyldt med rød væske. Harpiksen bliver afskrabet og renset for urenheder. Den formalede harpiks omrøres med vand og koges, hvorefter det kostbare vandopløselige røde farvestof Lac-Dye udfældes med alun.
Resterne efter udkogningen består af forskellige harpikser, plantevoks og limstoffer. Det bliver først smeltet og siet for døde insekter og derpå støbt i de egentlige shellak-flager.

## Anvendelse
Shellak anvendes som polish i møbelhåndværket. Et møbel, der lakeres med shellak, skal typisk have 8-10 lag af lak. Mellem hver strygning slibes overfladen med ultrafint sandpapir og poleres efterfølgende. De mange lag er med til at give dybde og glød til den brunlige lak.
Filtreret shellak er blevet anvendt oven på bejdsede overflader før lakering med celluloselak. Den alkoholopløste shellak filtreredes gennem en gammel filthat.
Shellak anvendes bl.a. til neglelak, hairspray, eyeliner mv. Dog efterhånden sjældent. Det anvendes også af maleren mod harpiksholdigt træ ved at forsegle knasterne. Shellakken er ikke vejrbestandig, hvorfor den efterfølgende dækkes af maling.
Glarmesteren bruger shellak til at forsegle vinduesrammer for at beskytte kittet mod udtørring. 
Ydermere benyttes det også af fødevareindustrien til overfladebehandling. Æbler kan f.eks. med et meget fint lag shellak få en blank overflade som beskytter æblet mod udtørring og (udefrakommende) skimmelangreb. Shellak har i varedeklarationer E-nummeret E-904.
Endelig er shellak blevet anvendt i musikindustrien, idet grammofonplader indtil 1950'erne blev støbt i shellak.